# Wola Kudypska
Wola Kudypska (niem. Wolla lub  Christalken ) – osada w Polsce położona w województwie warmińsko-mazurskim, w powiecie ostródzkim, w gminie Morąg. Osada leży w historycznym regionie Prus Górnych.

## Historia

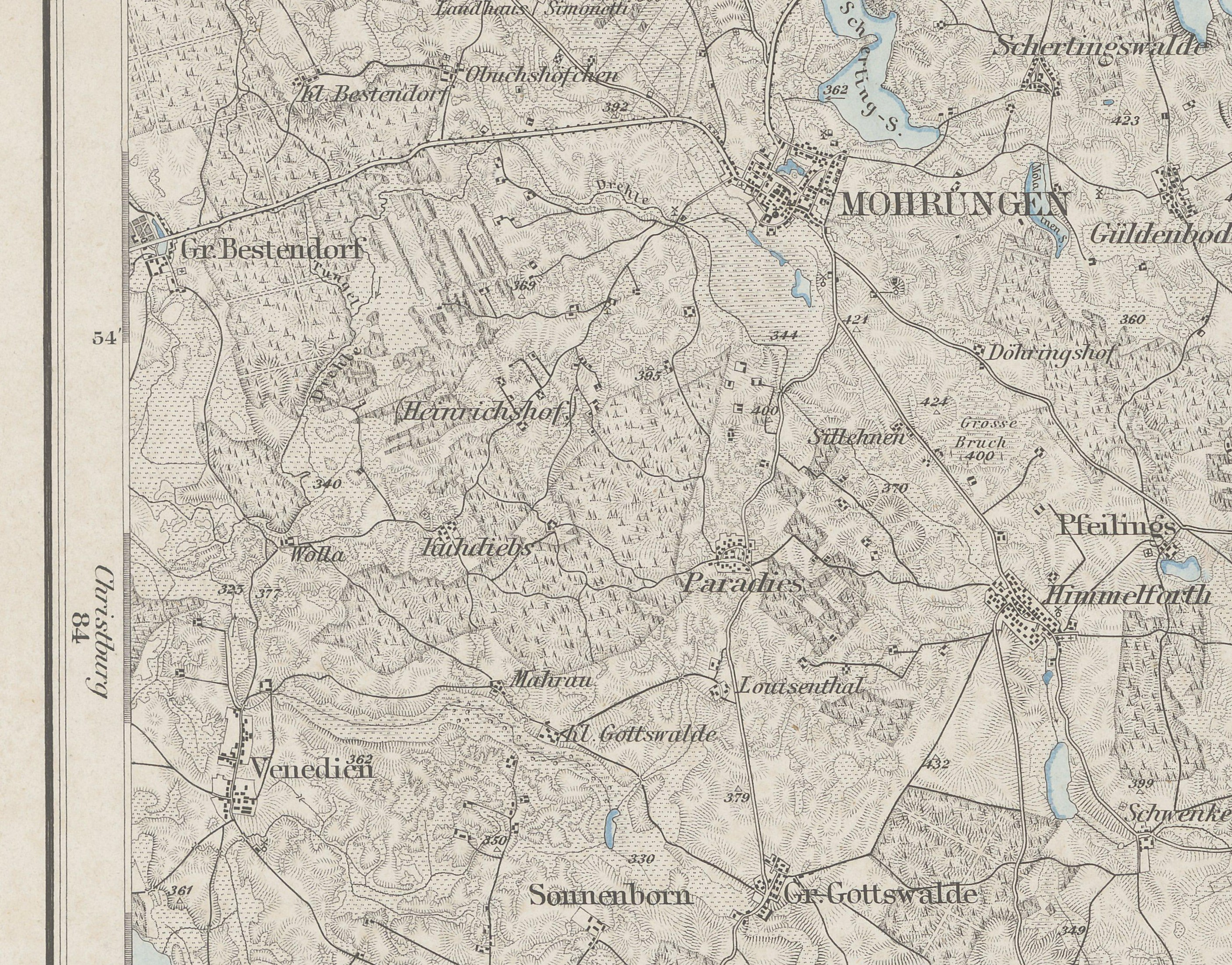
Wola Kudypska (Wolla) na mapie z 1873

Wieś wzmiankowana w dokumentach z roku 1771 jako folwark szlachecki na 24 włókach (łącznie z Wenecją). Pierwotna nazwa — Christalken. Nazwa Wolla świadczy według Gustawa Leyding-Mieleckiego o osadnictwie polskim. W latach 1782 i 1785 we wsi odnotowano trzy domy.
W 1820 we wsi było 5 dymów (domów) i 40 dusz (mieszkańców) i należała ona do von Polenza oraz urzędu głównego (niem. Haupt-Amt) w Przezmarku (niem. Preußisch Mark), natomiast w 1858 w trzech gospodarstwach domowych było 38 mieszkańców.
Do roku 1975 jako osada Wola Kudypska należała do powiatu morąskiego, gmina Morąg, poczta Słonecznik.
W latach 1975–1998 miejscowość administracyjnie należała do województwa olsztyńskiego.